# Forsthaus Buschmeierei
Forsthaus Buschmeierei ist ein Wohnplatz der Gemeinde Groß Köris im Landkreis Dahme-Spreewald in Brandenburg.

## Lage
Der Wohnplatz liegt südlich des Gemeindezentrums im Ortsteil Löpten. Dort führt die Straße Zum Finkenherd von Norden kommend in südlicher Richtung durch den Ort. Von ihr zweigt die Straße Zur Buschmeierei in westlicher Richtung ab und erschließt damit den Wohnplatz.

## Geschichte
Das Etablissement erschien erstmals im Jahr 1743 als die Busch Meyerey und wurde gelegentlich auch als Heidemeierei bezeichnet. Es bestand zu dieser Zeit aus einem einzigen Vorwerk und war im Besitz des preußischen Königreichs. 1801 gab es dort eine Meierei mit vier Einliegern und drei Feuerstellen (=Haushalte) mit 13 Bewohnern. 1858 war die Anzahl der Einwohner bereits auf 54 Personen angewachsen. 1860 bestand das Vorwerk aus drei Wohn- und drei Wirtschaftsgebäuden, die 1894 um ein Forsthaus ergänzt wurden. Im Jahr 1925 war die Einwohneranzahl auf 10 Personen zurückgegangen. Seit 1928 gehört das Forsthaus Buschmeierei zur Gemeinde Löpten und wurde seit 1950 als Wohnplatz geführt. Der Ort besaß nie eine eigene Kirche, sondern war zu jeder Zeit nach Teupitz eingekircht.